# Henri Delavallée
Pour les articles homonymes, voir Delavallée.
Ne doit pas être confondu avec Jean Gabriel Henri Delavallée.
Jules Henri Delavallée, né le 24 avril 1862 à Reims et mort le 12 juin 1943 à Pont-Aven, est un peintre et graveur français.

## Biographie
Élève brillant (il obtint le premier prix au concours général de philosophie), Henri Delavallée s'inscrit à la Sorbonne ainsi qu'à l'École des beaux-arts où il fut l'élève de Carolus-Duran et Luc-Olivier Merson. Il épouse une femme-peintre Gabrielle Moreau.
En 1881, il vient à Pont-Aven (il est hébergé au manoir du Plessis, alors en Nizon, chez les Hersart de La Villemarqué, des cousins de son ami Hersart du Buron, également peintre) et y séjourne régulièrement les années suivantes, faisant en 1886 la connaissance de Paul Gauguin et Émile Bernard. Il se rend en 1887 à Bourron-Marlotte, travaillant alors avec Camille Pissarro et Georges Seurat et en 1889 au hameau de Landemer, à Gréville, commune natale de Jean-François Millet. Il peint alors des tableaux divisionnistes et pointillistes.
Il revient à Pont-Aven en 1894, s'installant dans l'hôtel Julia, de Julia Guillou (1848-1927) alias "Mademoiselle Julia" et fait le portrait, dessin à la plume, de Marie Jeanne Gloanec (1839-1915) alias "La Mère Gloanec" qui était l'une des trois célèbres aubergistes de "L'école de Pont-Aven"  avec Angélique Marie Satre (1868-1932) alias "La Belle Angèle" immortalisé par Gauguin. mais, attiré par l'exotisme, il part en compagnie de son épouse pour Constantinople, ne revenant en France qu'en 1901, vivant jusqu'en 1910 parfois à Paris, parfois à Apremont et parfois à Pont-Aven où le couple s'installe définitivement à partir de 1910. Henri Delavallée est alors l'ami de Théodore Botrel.

## Œuvres
Peintre essentiellement, Henri Delavallée a toutefois aussi réalisé 68 gravures entre 1888 et 1897, dont Bretonne fumant la pipe devant l'âtre (gravure à l'eau-forte). Le Musée départemental breton (Quimper) conserve plusieurs gravures de Delavallée ainsi que le musée des Beaux-Arts de Brest (Bretonne en noir, La marchande d'épingle du Pont des Arts)
- Musée des Beaux-Arts de Brest[5] :
  - Paysage à Marlotte, 1887, huile sur toile, 38,2 × 46 cm[6]
  - Barque sur l'Aven à marée basse, 1887, pastel sur papier bleu, 22,3 × 30,8 cm[7]
  - Bretonne de Pont-Aven, 1892, toile marouflée sur carton, 46 × 38 cm[8]
  - La maison familiale d'Apremont (Oise),1892, huile sur toile, 90,5 × 60,3 cm[9]
- La rue au soleil à Port-Manech (vers 1887)
- La douane à Landemer (vers 1890)
- Scène de battage
- Le marché aux poissons, Pont-Aven
- Bretons au bord de l'Aven ou Rivière à Kerscaff[10]
- Maisons en Bretagne

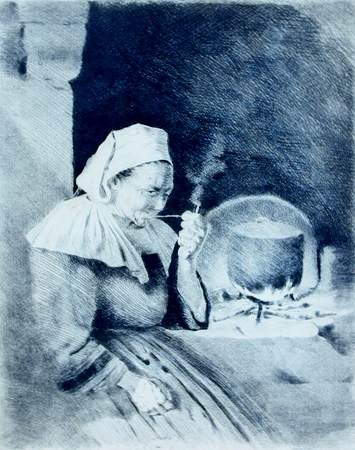
Bretonne fumant la pipe devant l'âtre (gravure à l'eau-forte).
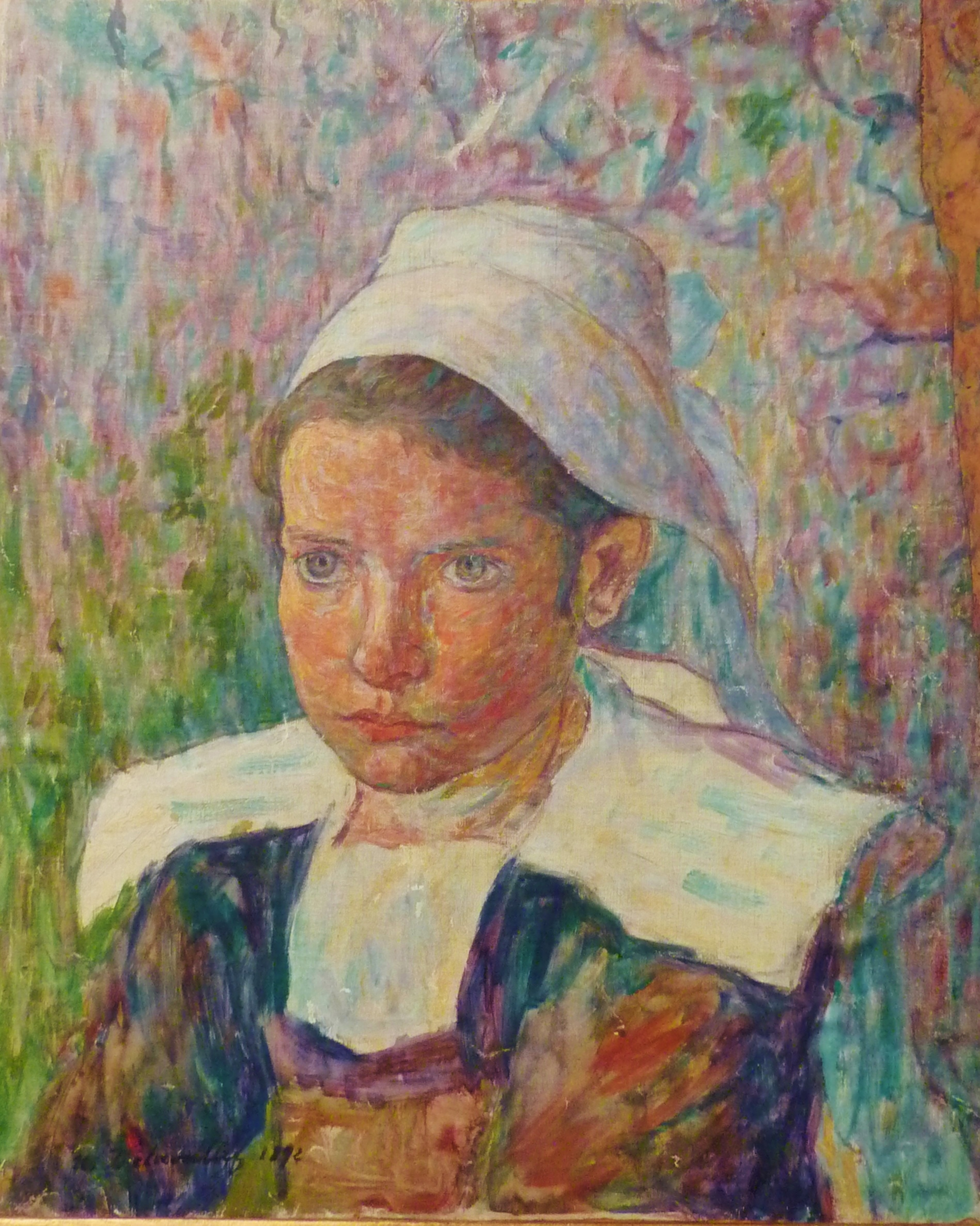
Bretonne de Pont-Aven (1892, musée des beaux-arts de Brest).
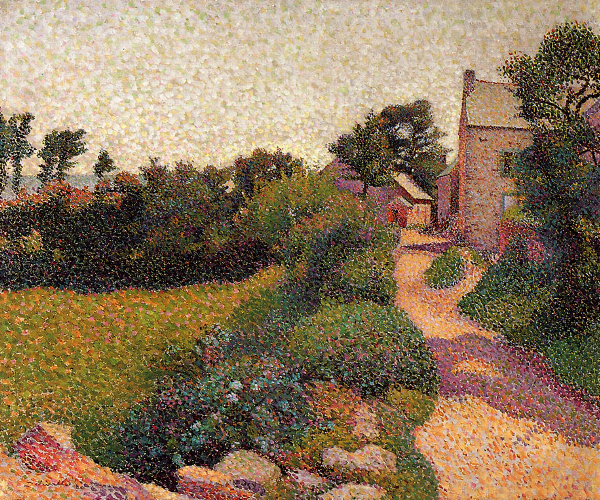
La rue au soleil à Port-Manech (vers 1887).
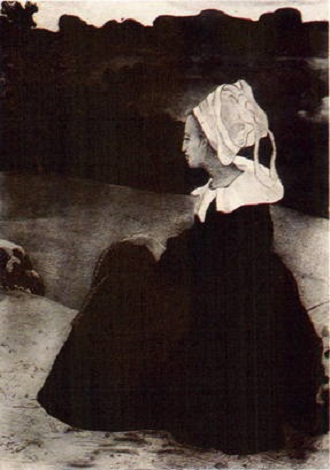
Bretonne en noir (1893), musée des beaux-arts de Quimper.
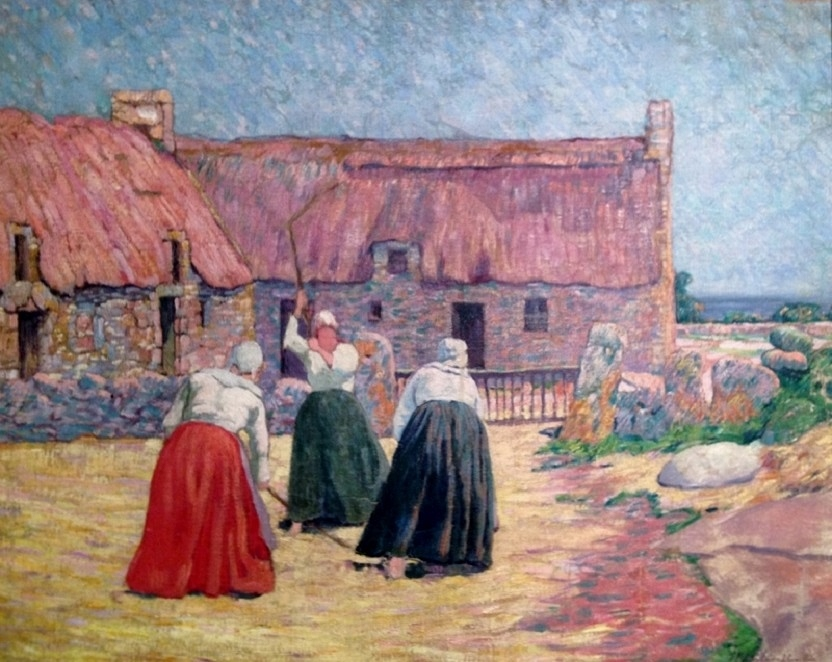
Scène de battage ou Les batteuses de blé (1886, musée des beaux-arts de Quimper).
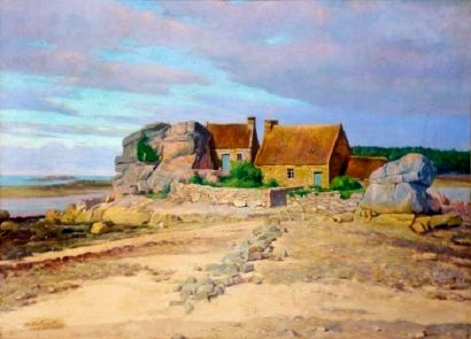
Maisons en Bretagne.